# 満洲
- 満洲
- 滿洲
- 満州

満洲（まんしゅう、拼音: Mǎnzhōu、英語: Manchuria）は、黒竜江（アムール川）・松花江流域を中心とするユーラシア東北部、現在の中国東北地方からロシア沿海地方にかけての地域を指す呼称。「満州」と表記されることも多いが、語源上「満洲」が正式な漢字表記である（後述）。
歴史的にツングース系諸集団の活動空間であり、ヨーロッパ人が「東のタルタリ (la Tartarie orientale)」と呼び、日本語で東韃と訳され、満洲族の台頭とともに「満洲族の地 (terres des Mantchoux)」とも言われた。19世紀以降、日本や欧米では地域名として一般的に用いられるようになり、ロシア沿海地方も含まれていたが、1860年の北京条約により沿海地方を清がロシア帝国へ割譲して以降、日本や欧米では「満洲」とは「東三省」地方を意味するようになった。
「満洲」という言葉は、もともとは17世紀にはおもに民族名を指していたが、のちに地域名に転用されたものである。19世紀以降の日本では満洲および満洲国とは地域をさし、民族は「満洲族」と呼ぶようになった。

## 満洲の範囲

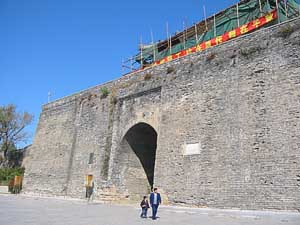
山海関

おおむね北辺はスタノヴォイ山脈、南辺は万里の長城、西辺は大興安嶺山脈、東辺は鴨緑江・図們江（豆満江）の内側を想定している。しかしながら、歴史的変化に伴いその範囲は伸縮していた。
日本で満洲と呼ばれる地域は、満洲国の建国時の地域全体を意識することが多く、おおよそ、中華人民共和国の「東北部」と呼ばれる、現在の遼寧省・吉林省・黒竜江省の3省と、内モンゴル自治区の東部を範囲とする。この地域は、北と東はアムール川（黒竜江）・ウスリー川を隔ててロシアの東シベリア地方に接し、南は鴨緑江を隔てて朝鮮半島と接し、西は大興安嶺山脈を隔ててモンゴル高原（内モンゴル自治区）と接している。南西では万里の長城の東端にあたる山海関が、華北との間を隔てている。広義には、モンゴル民族の居住地域であるが満洲国に属していた内モンゴル自治区の東部を含む。
また、スタノヴォイ山脈（外興安嶺）以南、黒竜江以北、ウスリー川以東のロシア領の地域を外満洲と呼び、場合によってはこの地域をも含むことがある。外満洲は満洲と同様に、ネルチンスク条約（1689年）で清朝領とされたが、その後、1858年にロシアとの間にアイグン条約を結んで、清領とされてきた外満洲のうちアムール川左岸をロシアに割譲し、ウスリー川以東を両国の共同管理とすることとなった。さらに2年後の1860年には北京条約によって、この共同管理地も正式にロシア領となった。外満洲を含めた面積は、約1,550,000 km2に及ぶ。

## 呼称としての満洲

### 由来
満洲は本来、地名というより民族名である。民族名としての「マンジュ」（Manchu、manju、満洲民族）の由来は、16世紀後半のヌルハチ（死後に清朝の太祖の廟号が贈られた）に遡る。ヌルハチは、自らの集団（建州女直）の名称を「マンジュ」、支配領域を「マンジュ・グルン」（manju gurun、満洲国）と呼んだ。民族名としては「ジュシェン」（女真/女直）も依然として用いられていたが、清の創始者であるホンタイジが、大元の玉璽（ハスボー・タムガ）を入手した翌年の1635年に、「ジュシェン」を禁止し「マンジュ」の呼称に統一し、漢字表記を「満洲」と定めた。これは「ジュシェン」が「属民」を意味したためであるという。マンジュの五行説の「水」徳を意識して、民族名の「満」「洲」と王朝名の「清」の漢字はいずれもさんずいの字が選ばれた。
「マンジュ」の由来については諸説あり、一般には民族信仰の対象であった仏教のマンジュシリ（文殊師利＝文殊菩薩。曼殊・満殊などとも書く）によるといわれることが多い。しかし近年この通説に対し、ヌルハチの勢力圏がすでに「マンジュ・グルン」と呼称されていたことや、史料ではどれも「マンジュ」と「マンジュシリ」を明確に区別していること等の理由をもって、チベット仏教由来説を否定する説も提示されている。また、建州衛の首長の李満住からとったという説もある。
「満洲」が地名として用いられたのは、この地域が満洲民族の故地であったことから、西洋で「満洲」の派生語（英語: Manchuria、ロシア語: Маньчжурия）を用いて呼ばれるようになったのが始まりである。これに押されて漢字文化圏でもこの地域を「満洲」と呼ぶようになった。なお、「満洲」の語を民族名ではなく地名としても使用するようになったのは、江戸期の日本であるという説もある。その説では高橋景保の「日本辺疆略図」（1809年）・「新訂万国全図」（1810年）が初出とされる。この地図ではネルチンスク条約で定められた国境線の清朝側を「満洲」と表記している。それがヨーロッパに伝わったという。

### 現代中国
現在の中華人民共和国では地域名称として「満洲」を使うことは避けられ、かわりに「中国東北部」という表現が用いられる。これは中国における歴史に対する公式見解で、満洲国の存在を認めず、また満洲の地を太古から不可分の中国人（中華民族）固有の地としているためである。今日の中国では、20世紀の満洲国を清朝の前身である満洲を詐称しているとして、「偽満洲国」の呼び方以外は認めていない。民族名としても「満族」の呼称を使用している。ただし、現在でも「満洲里」のように一部の地名としては用いられている。
また、中国共産党もかつては中国共産党満洲省委員会をハルビンに設置するなど、「偽」の字を冠さずに満洲という言葉を使用した例はあった。

### 日本での「満洲」「満州」表記
前述の通り、元来の表記は「満洲」（旧字体：滿洲）である。しかし、現代日本では（とりわけ満洲国に言及する際に）「満州」の表記も用いられている。これは一般的には当用漢字・常用漢字に「洲」がないためとされるが（同音の漢字による書きかえ）、「満州」が中国の一部であるという点を強調するためと説明されることもある。
また、「満州」表記が広く用いられるようになったのは戦後であるが、それ以前にも用例が無いわけではない。例えば、初出とされる桂川甫周が大黒屋光太夫から聴取し編集した世界地図『北槎聞略』（ほくさぶんりゃく:1794年刊）では「満州」とかかれている。間宮林蔵の『東韃地方紀行』（1810年）、満鉄歴史調査室の『満洲歴史地理』第1巻（1913年）では「滿洲」と「滿州」が混用されている。また、日本海軍の通報艦の満州は、ロシア語で満洲地域を表すマニジューリヤ（ロシア語: Маньчжурия）を改称したものであるが、大正9年8月13日の官報や昭和5年度海軍省年報では「滿州」と表記されている。
一方で、清朝史研究者を中心に、「満州」表記は誤りであり「満洲」の表記を用いるべきという主張がなされている。その根拠は、
- 固有名詞であるため、別字で代替すべきでない（満/滿と異なり、州/洲は同字の新字体/旧字体ではない）。現に「八重洲」「洲本」「長洲一二」などは「洲」のまま表記されており、満洲のみ「州」に置き換えるのはおかしい[15][22][28][29]。
- 五行の水徳を意識してさんずいのつく「洲」を選んでいる（前述）のだから、さんずいのない「州」を用いるべきではない[15]。
- 「満洲」は「杭州」「蘇州」などとは成り立ちが異なるのであるから、中国の地名だから「州」でいいと考えるのは誤っている[15][30]。

などが挙げられている。

## 満洲略史

### 近代以前
歴史的にこの地域は、古くは遼河文明が栄え、その後は主にツングース系諸民族や濊貊族などの北方諸民族の興亡の場であった。北方民族のみならず、西部からはモンゴル系、東部からは朝鮮系の民族が勢力を張る事もあり、南部からは記録上周王朝に周に属する燕が勢力を伸ばし、後に遼東郡・遼西郡などが置かれていた。この頃の万里の長城は現在より北に位置し遼西・遼東をも囲んでいた。三国時代には公孫氏の地盤となり、公孫瓚が群雄の一人として勢力を張り、公孫淵が自立を図るなどしている。周王朝の時代から粛慎が遊牧しており、時代と共に挹婁・勿吉・靺鞨へと古代中国側から見た名称は変遷した。
満洲の南部には濊貊族が建てた夫余（前1世紀から5世紀）、夫余の王族が建てたとされる高句麗（前1世紀から7世紀）、靺鞨族の建てた渤海（698年から926年）など、モンゴル系とされる鮮卑の前燕・後燕などや契丹の遼（916年から1125年）なども存在した。チベット系の氐族の立てた前秦（351年から394年）の支配が一部及んだ事もある。12世紀には靺鞨の子孫とされる女真族が金を建国、遼と北宋を滅ぼして中国北半分をも支配するに至る。
金はモンゴル民族のモンゴル帝国（元朝）に滅ぼされ、この地は元朝の支配下に入る（モンゴルのマンチュリア侵攻）。次いで元朝は漢民族の明朝に倒され、一時は明朝の支配下となり、明朝に山海関と名付けられることになった長城最東端の関よりも外の土地という意味で「関外の地」、あるいは、関よりも東の土地という意味で「関東」とも呼ばれた。後に女真族等、現住氏族居住域は冊封による間接統治に改められたが、撫順などの拠点は残されており、遼西・遼東の地は万里の長城の支線が囲っており、明の支配下にあった。
17世紀に女真族から名称変更した満洲族が後金を起こして同地を統一支配した後、国号を改めた清朝が明朝に代わり、満洲地域及び中国内地全体が満洲民族の支配下に入る。清朝は建国の故地で後金時代の皇居（瀋陽故宮）がある満洲地域を特別扱いし、奉天府を置いて治めた。後には奉天府を改めて東三省総督を置き、東省または東三省（奉天・吉林及び黒竜江の3省）と呼んだ。
当初は1653年から1668年まで遼東招民開墾令をはじめとする勧民招墾の諸法令を公布し、漢族の満洲植民を奨励していたが、1740年以降は封禁政策を取り漢民族が移入することを禁じた。一方、17世紀以降、ロシア・ツァーリ国（のちロシア帝国）の東漸運動が顕著になり、ロシアと清朝との間でこの地域をめぐる紛争が数度起きた（清露国境紛争）。ヴァシーリー・ポヤルコフやエロフェイ・ハバロフなど、ロシア人の探検隊が黒竜江（アムール川）流域に南下・侵入し、村落を焼いたり捕虜をとったり毛皮を取り立てたりして植民地化の動きを見せたため、これを追い出し国境を定める必要が生じた。1689年にネルチンスク条約が締結され、国際的にも満洲全域が正式に清朝の国土と定められた。その後、清朝はロシアの脅威に対抗するため、兵士を駐屯させた。
西側の境界については、清朝が1734年（雍正12年）にハルハ東端部（外蒙古）とフルンボイル平原南部の新バルガ（内蒙古）との境界を定め、モンゴルの独立宣言（1913年）以後も、モンゴルと中華民国の間で踏襲されてきた。

### 近代

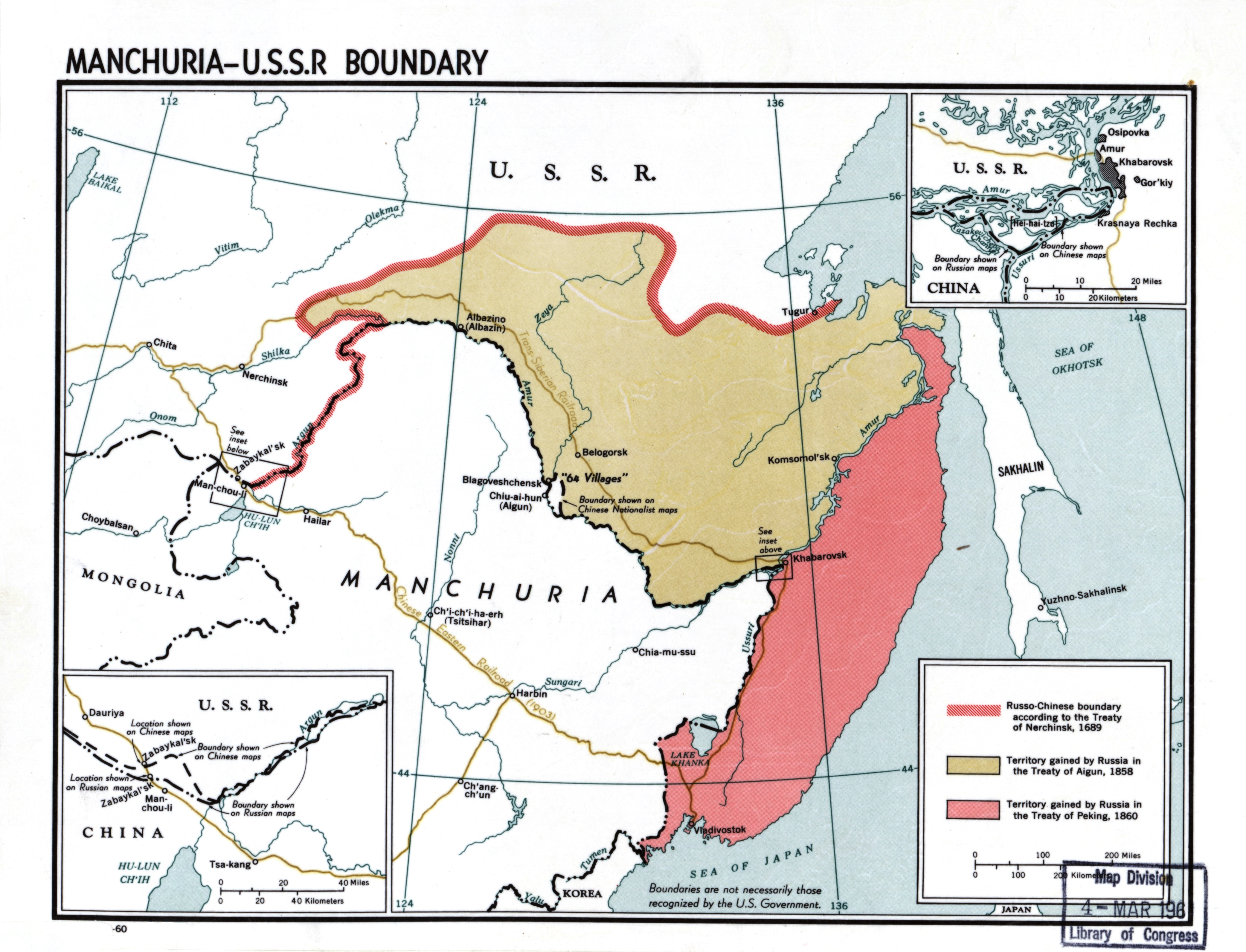
清露国境の変遷
----
太い赤線がネルチンスク条約（1689年）での国境線。黄土色部分はアイグン条約での、朱色部分は北京条約でのロシア獲得地。

しかし、王朝末期に弱体化した清朝はロシアの進出を抑えきれなかった。1858年5月28日のアイグン条約、1860年11月14日の北京条約の2つの不平等条約によって、満洲地域の黒竜江以北及びウスリー川以東のいわゆる外満洲地域はロシアに割譲されることとなった。そして1860年には特普欽らの献策を容れて政策を転換し、東三省への漢族の移住を認め、農地開発を進めて、次第に荒野を農地に変化させた。この民族移動のことを「闖関東」という。漢人人口は急増して満洲人人口を上回り、その生活域は蚕食された。1860年の満洲（遼寧・吉林・黒竜江の東三省）の人口は320-370万人ほどと見積もられており、それが、1908年には1583万あるいは1734万人、1931年の満洲事変前には3000万人、1945年の満洲国崩壊前には熱河省も含めて4500万人まで増加している。また、イギリス領事館が営口に置かれるなど外国人勢力が満洲の南方からも入り込んで、満洲人の故郷は大きな変貌を遂げた。
1900年には義和団の乱に乗じてロシアが満洲を軍事占領した。このとき、ロシア軍によってブラゴヴェシチェンスクで清国人数千人が虐殺されるアムール川事件が起きている。戦後、北京議定書が結ばれ、日本は北京と天津に清国駐屯軍（後に支那駐屯軍）を置く権利を得た。一方、乱後も満洲に駐兵を継続したことについて、他の列強や清国から批判を受けたロシアが、満洲からの撤退を3度にわたっておこなうことなどを清国との間で取り決めた満洲還付条約が1902年に結ばれた。
1904年から勃発した日露戦争は日本の勝利に終わり、ポーツマス条約によって、ロマノフ王朝の満洲における鉄道・鉱山開発を始めとする権益のうち、南満洲に属するものは日本へ引き渡された。弱体化した清朝は1911年の辛亥革命で倒された。翌1912年成立した中華民国は清朝領土の継承を宣言し、袁世凱の勢力圏であった満洲も中華民国政府の統治下に入った。しかし、袁世凱と孫文の対立から、中華民国は各地域の軍閥による群雄割拠の状態となり、満洲でも張作霖の軍閥が台頭しその支配下となる。
1905年に欧米視察旅行をおこなった白鳥庫吉は、日本のアジア研究の遅れを痛感し、後藤新平に「満洲の歴史編纂の急務」と題する書簡を送り、「満洲の地は漢人種と北方諸民族と韓民族との会合点にあり、此の地に勢を得しもの常に四隣を脅かして東亜の形勢を変動せしめ、韓半島は其の南下の衝に当りて常に之に圧服せられ、我が国また之によって至大の影響をうくというにあり」という認識にたち、満洲研究が最も緊切必要であることを説いている。
- 1910年から1911年の満洲におけるペストの犠牲者
- 1920年の尼港事件で焼け落ちた日本領事館

北満洲におけるロシア権益は保持されていたが、第一次世界大戦やロシア革命の混乱により支配力は低下し、ロシア革命に対する干渉戦争として行われたシベリア出兵により、外満洲に属するウラジオストクを連合軍が、北満洲及び外満洲の大部分、さらにはバイカル湖周辺までを日本軍が占領する事になった。1920年には日本占領下のニコラエフスクを赤軍パルチザンが襲撃し、破壊と住民虐殺が行われ6,000人余りが処刑され、日本人も700人余りが殺戮された（尼港事件）。日本以外の連合軍は1920年に、日本は1922年に撤退し占領は解除された。
ソビエト連邦は東清鉄道の経営権をロシアから継承していたが、1928年に満洲を実効支配する張学良政権はこの権益の武力による略奪を行おうとした。これに対しソ連は権益地を有する北満洲に侵功、占領し、中華民国軍を破り中東鉄道の権益を確保し、権益を再確認する協定を結んだ後撤退した（中東路事件）。一方、張学良政権は排外主義政策を打ち出し、排日策を展開した。

### 現代

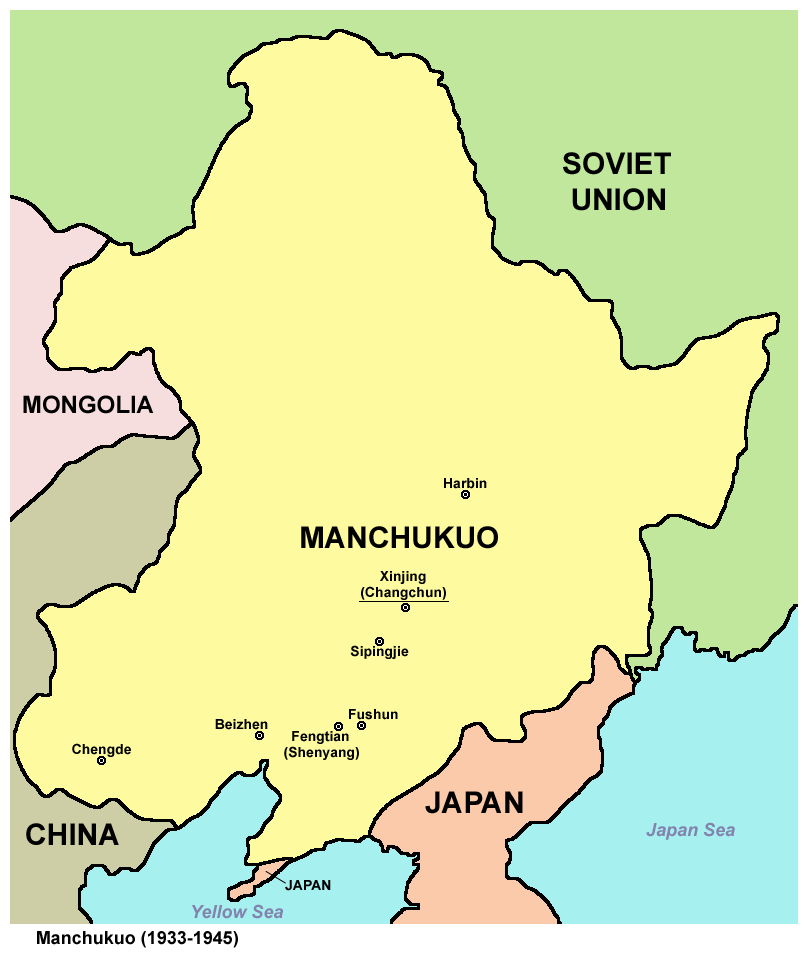
満洲国の領域

1931年に日本（大日本帝国）は自ら起こした柳条湖事件を契機に、権益地が含まれる南満洲のみならず満洲全域を侵攻、占領した（満洲事変）。翌1932年に満洲国を建国した。満洲国は清朝最後の皇帝であった愛新覚羅溥儀を元首（執政、のち皇帝）とした。満洲国は事実上日本の支配下となり、傀儡政権と称された。日本は南満洲鉄道や満洲重工業開発を通じて産業投資を行い、品種改良で寒さに強い品種を植えることで不毛の地ばかりだった満洲に農地が多数開墾され、荒野には工場を建設して開発した。満洲で治安が良くなり、交通が開け、貨幣が統一された。満洲国建国以前の満洲では、軍閥が独自紙幣を発行し、奥地になるほど治安が悪く、農民は安心して耕作ができなかった。満洲国は統一した通貨を発行して、満洲各地で流通させたことで信頼のある貨幣経済が成立した。奥地にまで道路や鉄道が建設され、治安が良くなると農民も農作物を市場に出して稼ぐようになった。電話線など通信網も張りめぐらせ、奥地など満洲の地方にも病院や工場、また初等教育への進学率も低かったが、学校も設立した。日本による投資を受けて経済的に豊かになり、群雄割拠状態で乱れていた中華民国時代からの突然の経済発展を受けて、中華民国側から豊かさを求めて多くの移民が流入した。そのため、満洲国地域における日本人以外の人口は満洲国建国以前よりも増加した。背景にはインフラストラクチャーがほとんどなかったが投資・開発を受けて居住可能地域が増加したこと、日本から持ち込まれた品種からも農耕作可能地域が増加したことにある。満洲国が成立した1932年には約3000万人だったが終戦までには約4500万人に増加した。3万人の小さな町が近代都市に発展して、約13年間で300万人に膨れ上がっている。
また、満洲国はモンゴルとの境界線について、自領を広げる形で新たにハルハ川を境界として主張し、それを認めないモンゴル人民共和国との間で武力衝突（ノモンハン事件）を起こした。
1945年8月9日、第二次世界大戦終結直前にソ連軍が満洲に侵攻。皇帝溥儀は退位と満洲帝国の廃止を宣言し、日本に逃亡を図るが失敗に終わった。ソ連は満洲を占領し、南満洲鉄道を接収して中華民国との共同管理下に置き（中国長春鉄路）、1946年に撤収するまでさまざまな鉄道施設や工場施設、発電所・変電所などを接収した。ソ連による満洲占領は長引き、中華民国への返還は遅れた（東北問題）。
その後、中国共産党が国共内戦に勝利し、1949年、満洲は中華人民共和国の領土となった。しばらくはソ連との結びつきの強い高崗が独自の地方運営を行っていた。しかし高崗は1954年、毛沢東によって粛清されている。満洲地域は満洲国時代のインフラ整備・開発政策の成果が残っていたため、共産主義体制下の中華人民共和国でも活用され、比較的豊かな土地であった。しかし、1990年代以降の改革開放政策により、上海や深圳など華東・華南の経済特区の経済成長が著しくなる一方、満洲国時代のインフラのままだったことで、逆に経済的には立ち遅れた地域となった。
中国政府はインフラ設備の更新や古い工場の立替、外資の導入、遼東半島を含む環渤海経済圏を設定した。
また21世紀初頭には、中国とロシアとの間に明確な国境を画定する動きが高まりつつあるなか、2004年に中露国境協定が結ばれ、2008年10月14日に、議定書発効により国境が確定した。